# Hamílcar (governador a Locres Epizefiris)
Hamílcar (grec antic: Ἀμίλχαρ, llatí: Hamilcar) va ser un general cartaginès de l'exèrcit d'Hanníbal durant la Segona Guerra Púnica que va destacar per les seves operacions a la Magna Grècia.
L'any 215 aC va ser enviat, juntament amb Hannó, al Brútium, i Hanníbal li va encomanar la missió de conquerir la ciutat de Locres Epizefiris. Amb l'ajuda dels brutis, va capturar nombrosos locris que fugien i va aconseguir signar un tractat per la capitulació de la ciutat, el comandament de la qual romangué a càrrec seu, com a governador. Segons les fonts romanes, Hamílcar va exercir aquest càrrec amb crueltat i extorsió.
Els locris no actuaren amb fidelitat, i ajudaren el prefecte Luci Atili i els seus homes a fugir de la ciutat, cap a Règium. Així, el control cartaginès sobre la ciutat s'anà afeblint, fins que Hamílcar s'hagué de fortificar a la ciutadella de la ciutat i va demanar auxili a Hanníbal. Finalment, el 205 aC, el propretor Quint Plemini va arribar a la ciutat i va capturar la ciutadella; Hamílcar es va retirar a una altra fortificació de la ciutat, esperant els reforços d'Hanníbal, però l'arribada d'Escipió el va forçar a renunciar a la ciutat i a fugir cap a les muntanyes Lacínies.